# Tiukian
Tiukian (ros. Тюкян) – rzeka w Rosji, w Jakucji; lewy dopływ Wiluja. Długość 747 km; powierzchnia dorzecza 16 300 km²; średni roczny przepływ u ujścia 30 m³/s.
Źródła na Wyżynie Środkowosyberyjskiej; płynie w kierunku południowym po Nizinie Środkowojakuckiej silnie meandrując. W dorzeczu liczne jeziora i bagna. 
Zamarza od października do maja (w tym przez 3 miesiące do dna); zasilanie śniegowo-deszczowe.